# Manuel Guillermo Altava Lavall
Manuel Guillermo Altava Lavall (Castellón de la Plana, 7 de octubre de 1958) es un jurista y político español, de origen valenciano, senador por Castellón en la IX, X, XI y XII legislaturas.

## Trayectoria
Doctor en Derecho, ha ejercido como magistrado titular del Juzgado número 3 de Castellón. También es profesor de Derecho público y Derecho procesal en la Universidad Jaume I. A las elecciones generales españolas de 2008 fue elegido senador por Castellón de la Plana dentro de las filas del Partido Popular. Fue portavoz de la Comisión de Justicia del Senado. Sería reelegido a las elecciones generales españolas de 2011, 2015 y 2016.

## Obras
- Justicia penal de menores y jóvenes : (análisis sustantivo y procesal de la nueva regulación), Tirant lo Blanch, 2002. ISBN 84-8442-633-5
- La posición jurídica de la administración autonómica y local en el proceso civil, Comares, 1996. ISBN 84-8151-315-6
- Lecciones de derecho comparado
- Estudios sobre la responsabilidad penal del menor